# Атлетика на Летњим олимпијским играма 1904 — троскок без залета за мушкарце
Такмичење у дисциплини троскок без залета за мушкарце, на Олимпијским играма 1904. у Сент Луису било је други пут на програму игра. Одржано је 3. септембра. После ових игара, дисциплина троскок без залета је скинута са програма олимпијских игара. 
За такмичење на стадиону Франсис филд су се пријавила 4 такмичара и сви су били из Сједињених Америчких Држава.
Реј Јури је наставио своју доминацију у скоковима без залета и поново је одбранио титулу са претходних игара, а тиме освојио и трећу златну медаљу на овим играма.

## Рекорди пре почетка такмичења
2. септембар 1904.
| Најбољи резултат на свету | ?     | ?        | ?   | ?                | ?             |
| ------------------------- | ----- | -------- | --- | ---------------- | ------------- |
| Олимпијски рекорд         | 10,58 | Реј Јури | САД | Париз, Француска | 16. јул 1900. |

## Резултати
| Место | Такмичар          | Резултат |
| ----- | ----------------- | -------- |
| 1     | Реј Јури САД      | 10,54    |
| 2     | Чарлс Кинг САД    | 10,16    |
| 3     | Џозеф Стадлер САД | 9,60     |
| 4     | Гарет Сервис САД  | 9,53     |